# Nazionale maschile di rugby a 15 del Principato di Monaco
La nazionale di rugby a 15 di Monaco è la rappresentativa nazionale maschile di rugby a 15 del principato di Monaco.
Costituitasi nel 1996, ha partecipato a diverse edizioni del campionato europeo di rugby; è inattiva dal 2009.
Al 9 marzo 2020 la squadra occupa la 102ª posizione del ranking World Rugby.